# Го Шэнкунь
Го Шэнкунь (кит. упр. 郭声琨, пиньинь Guō Shēngkūn; род. в октябре 1954, уезд Синго провинции Цзянси) — китайский политический деятель, член Политбюро ЦК КПК и Секретариата ЦК КПК, в обеих должностях с 2017 по 2022 гг. Секретарь (председатель) Политико-юридической комиссии ЦК КПК (2017–2022). Член ЦК КПК (с 2012 года, кандидат с 2002 года), член Госсовета КНР (2013—2018) и министр общественной безопасности КНР (2012—2017), глава парткома КПК Гуанси-Чжуанского автономного района (2007—2012), перед тем вице-губернатор этого АР (2004—2007). До 2004 года более двух десятилетий проработал в металлургической промышленности.
Член КПК с декабря 1974 года, член ЦК КПК 18 созыва (кандидат 16-17 созывов), член Политбюро ЦК КПК и Секретариата ЦК КПК 19 созыва.
Доктор управленческих наук, старший инженер уровня профессора.

## Биография
Ханьской национальности. Трудовую деятельность начал в августе 1973 года — до марта 1977 года работник коммуны в провинции Цзянси.
Окончил горный факультет Цзянсиского металлургического института, где учился в 1977—1979 годах по специальности обогащение полезных ископаемых, магистр инженерии.
В 1979—1985 годах техник, начальник участка, секретарь партячейки, замначальника производства, замдиректора администрации, директор завода Министерства металлургической промышленности.
В 1985—1992 гг. директор шахты Китайской корпорации цветной металлургии. Одновременно в 1990-92 руководил проектированием и строительством Гуйсиской серебряной шахты (Интань), в 1992—1993 гг. её директор и парторг.
В 1993-97 гг. управляющий и парторг Наньчанского подразделения Китайской корпорации цветной металлургии.
Окончил факультет инженерного менеджмента Центрального Южного университета, где обучался в 1994—1996 гг. инженерному менеджменту, магистр менеджмента. В 1995-96 гг. также проходил обучение в ЦПШ при ЦК КПК.
В 1997-98 гг. замдиректора и член руководящей партгруппы Китайской корпорации цветной металлургии.
В 1998—2000 годах член руководящей партгруппы и с 1999 года замдиректора Госбюро цветной металлургии.
В 2000—2001 годах председатель комитета по надзору за государственными ключевыми крупными предприятими.
В 2000—2001 гг. руководитель основателей Aluminum Corporation of China, в 2001—2004 гг. первый её генеральный управляющий и парторг, председатель совета директоров и президент.

### На партийно-политической работе
До 2004 года работал преимущественно в металлургической отрасли.
Степень доктора философии по управлению получил в Пекинском научно-техническом университете, где обучался в 2003—2007 гг.
В 2004—2007 гг. вице-губернатор и заместитель секретаря паркома КПК Гуанси-Чжуанского автономного района (Южный Китай).
В 2008—2012 годах секретарь парткома КПК Гуанси-Чжуанского автономного района (с дек. 2007) и председатель ПК СНП АР.
С ноября(?) 2012 года заместитель секретаря Политико-юридической комиссии ЦК КПК Мэн Цзяньчжу, сменил в этой должности Ван Лэцюаня.
С конца декабря 2012 года министр общественной безопасности КНР (преемник Мэн Цзяньчжу), парторг министерства и генеральный комиссар полиции.
С марта 2013 года также член Госсовета КНР, ответственный за безопасность.
Входит в руководящую партгруппу Госсовета КНР.
В ноябре 2017 года на посту министра общественной безопасности его преемником стал Чжао Кэчжи.
Возглавляет руководящую группу по общенациональной целевой кампании по борьбе с групповой и организованной преступностью.
Сопредседатель Китайско-белорусского межправительственного комитета по сотрудничеству с китайской стороны. В первой половине 2017 года, в статусе члена Госсовета КНР, министра общественной безопасности, Го Шэнкунь впервые посетил Беларусь.
В 2019 году Го Шэнкунь заявлял, исторические достижения за минувшие 70 лет убедительно доказали превосходство системы социализма с китайской спецификой.
В 2016 году заявлял, что «следует категорично противостоять любой форме легализации наркотиков». В 2014 году он отмечал, что странам-членам Шанхайской организации сотрудничества (ШОС) угрожают внешние силы, которые инициируют «цветные революции».
Заместитель ответсекретаря XX съезда КПК (октябрь 2022 года).
Отмечают его приятельство с Цзэн Цинхуном.
Женат.